# (35073) 1989 TG16
(35073) 1989 TG16 es un asteroide perteneciente al cinturón de asteroides descubierto el 4 de octubre de 1989 por Henri Debehogne desde el Observatorio de La Silla, Chile.

## Designación y nombre
Designado provisionalmente como 1989 TG16.

## Características orbitales
1989 TG16 está situado a una distancia media del Sol de 2,375 ua, pudiendo alejarse hasta 2,863 ua y acercarse hasta 1,887 ua. Su excentricidad es 0,205 y la inclinación orbital 0,909 grados. Emplea 1337,67 días en completar una órbita alrededor del Sol.

## Características físicas
La magnitud absoluta de 1989 TG16 es 15,8. 